# Græse Kirkeskov
Græse Kirkeskov er en mindre skov, på 10ha. Skoven er tilplantet i foråret 2025 nord for landsbyen Græse i Nordsjælland. Gæster til skoven har mulighed for parkering ved sognehuset "Kirkeladen", Græse Bygade 25C, 3600 Frederikssund.
Indvielse d 4. juni 2025, med taler af menighedsrådets formand Mathias Bolbroe, provst Eskil Simmelsgaard Dickmeiss, projektleder ved kirkens grønne omstilling Jesper Rønne Kristiansen
Græse kirkeskov ligger på kirkens jord og forvaltes af Græse & Sigerslevvester menighedsråd, skovrejsningsprojektet er blevet til med støtte fra klimaskovfonden.